# Loi Choi: The Neo Pop Punk
Loi choi (cách điệu là LOI CHOI: The Neo Pop Punk) là album phòng thu đầu tay của nam ca sĩ Việt Nam Wren Evans. Được phát hành bởi monoX vào ngày 17 tháng 12 năm 2023, album gồm 11 bài hát, bao gồm các đĩa đơn "Việt Kiều" được phát hành vào ngày 25 tháng 5, "Call Me" phát hành vào ngày 15 tháng 8 và "Từng Quen" phát hành vào ngày 25 tháng 10 năm 2023.
Album mang về cho nam ca sĩ nhiều giải thưởng, bao gồm Giải thưởng Làn Sóng Xanh cho "Album của năm". Ngoài ra, album và đĩa đơn "Từng Quen" cũng được đề cử cho hạng mục Album của năm và Ca khúc của năm tại WeChoice Awards 2023.

## Bối cảnh và phát hành
Sau 3 ngày hoãn lại so với lịch trình ban đầu, album Loi Choi của Wren Evans chính thức được phát hành vào ngày 17 tháng 12 năm 2023, và là album phòng thu đầu tiên sau EP Chiều Hôm Ấy Anh Thấy Màu Đỏ. Trước đó, anh cũng đã phát hành các đĩa đơn "Việt Kiều", "Call Me" và "Từng Quen".

## Sáng tác
Nam ca sĩ tiết lộ tên album "Loi choi" xuất phát từ cách bố hay gọi anh ngày anh còn bé. Anh bộc bạch, trong quá trình mình đến với âm nhạc, dù bố không phải là người trong lĩnh vực này, nhưng vẫn luôn đứng sau ủng hộ và đóng vai trò quan trọng trong sự nghiệp của anh. Wren Evans cho rằng album chính là món quà mà anh muốn gửi tặng bố. Sau bài hát debut "Thích Em Hơi Nhiều", album Loi Choi một lần nữa có những bài nhạc retro gợi về âm nhạc những năm 2000, với những đoạn chuyển và chất liệu âm thanh kéo ta về lại 2023. Ngoài ra, album còn xuất hiện chất nhạc Flamenco đậm không gian nhiệt đới hay thể loại Jersey Club đang thịnh hành trong giới underground quốc tế.
Ca khúc "Cầu Vĩnh Tuy" có ý nghĩa vô cùng đặc biệt với nam ca sĩ vì đây là con đường anh đi qua mỗi khi đi học. Hình ảnh "em" được nhắc đến trong ca khúc này không phải là mối tình đầu hay bất cứ cô bạn gái nào của anh mà chính là đại diện cho cây cầu Vĩnh Tuy nói riêng và Hà Nội nói chung - tình yêu to lớn của anh.

## Danh sách bài hát
Tất cả các ca khúc được viết bởi Wren Evans và Itsnk (trừ nơi ghi chú)
| STT              | Nhan đề                           | Sáng tác                          | Thời lượng |
| ---------------- | --------------------------------- | --------------------------------- | ---------- |
| 1.               | "Phóng đổ tim em (ft.Itsnk)"      |                                   | 2:14       |
| 2.               | "Call Me (ft.Itsnk)"              |                                   | 3:34       |
| 3.               | "Cầu Vĩnh Tuy (ft. Itsnk)"        |                                   | 2:31       |
| 4.               | "Từng quen (ft.itsnk)"            |                                   | 2:54       |
| 5.               | "Bé ơi từ từ (ft.itsnk)"          |                                   | 3:20       |
| 6.               | "Lối chơi (Interlude) (ft.itsnk)" |                                   | 2:22       |
| 7.               | "Tình yêu vĩ mô (ft.itsnk)"       |                                   | 3:03       |
| 8.               | "Việt kiều (ft.itsnk)"            |                                   | 2:50       |
| 9.               | "ĐĐĐ (ft.itsnk)"                  |                                   | 3:37       |
| 10.              | "Quyền Anh (ft.itsnk)"            | Châu Đăng Khoa, Itsnk, Wren Evans | 2:59       |
| 11.              | "Tò te tí (ft.itsnk)"             |                                   | 3:15       |
| Tổng thời lượng: | Tổng thời lượng:                  | Tổng thời lượng:                  | 32:44      |

## Đề cử và Giải thưởng
| Năm  | Lễ trao giải                   | Hạng mục           | Đề cử     | Kết quả   | Ref.  |
| ---- | ------------------------------ | ------------------ | --------- | --------- | ----- |
| 2024 | Giải thưởng Làn Sóng Xanh 2023 | Album của năm      | Loi Choi  | Đoạt giải | [ 4 ] |
| 2024 | WeChoice Awards 2023           | EP / Album của năm | Loi Choi  | Đề cử     |       |
| 2024 | WeChoice Awards 2023           | Ca khúc của năm    | Từng Quen | Đề cử     |       |